# Paróquia Nossa Senhora Aparecida (Jardim São Paulo)
A Paróquia Nossa Senhora Aparecida é um templo religioso católico localizado no Jardim São Paulo, Zona Norte da cidade de São Paulo, Brasil. Pertence ao setor Santana da Arquidiocese de São Paulo. 

## História
Construída por iniciativa de moradores: Paulo Ribeiro Noronha e Benedita de Santana Carneiro, que fundaram a Associação Nossa Senhora Aparecida do Jardim São Paulo, em junho de 1958. Em dezembro do mesmo ano, foi adquirido o terreno para a construção.
A Paróquia Nossa Senhora Aparecida foi oficialmente criada em 21 de abril de 1960 pelo cardeal Dom Carlos Carmelo de Vasconcelos Motta, arcebispo metropolitano. Foi inaugurado em 15 de agosto de 1960, sendo celebrada a primeira missa presidida por Dom Paulo Rolim Loureiro.